# Plana de Cruanyes
La Plana de Cruanyes o de Croanyes és una masia ubicada al peu del puig dels Saiols al terme municipal de Riudaura. D'origen medieval, és esmentada ja el 858 en l'acta de consagració de l'església de Riudaura. Es va construir el segle xvii i durant el segle xviii es van realitzar algunes obres importants i es va instal·lar un rellotge de sol. Té una capella dedicada a la Mare de Déu dels Dolors, edificada el 1846. Sobre la porta de la capella hi ha una espadanya amb una campana del 1851.